# Scenedra decoratalis
Scenedra decoratalis är en fjärilsart som beskrevs av Walker 1866. Scenedra decoratalis ingår i släktet Scenedra och familjen mott. Inga underarter finns listade i Catalogue of Life.

## Bildgalleri

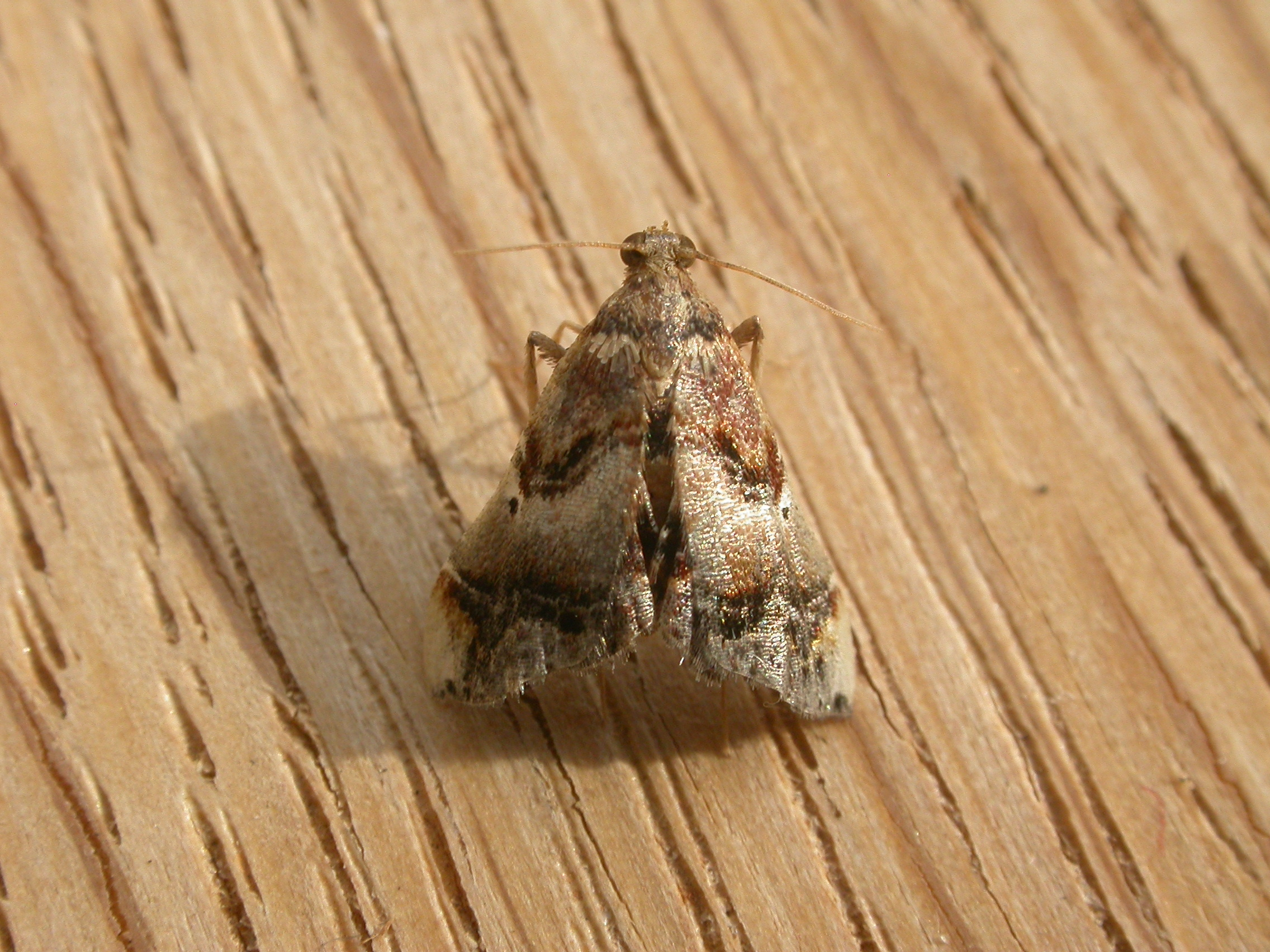
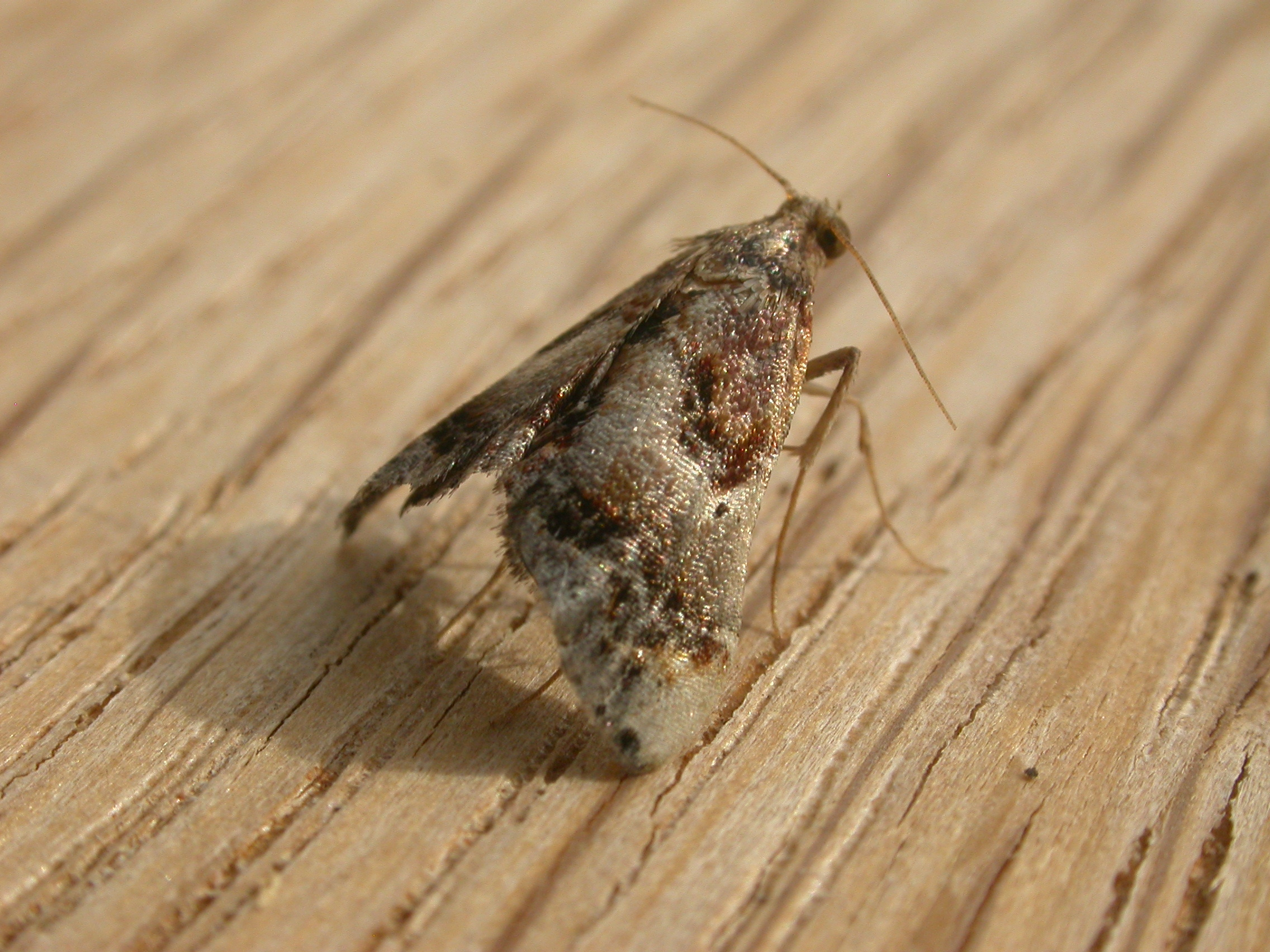
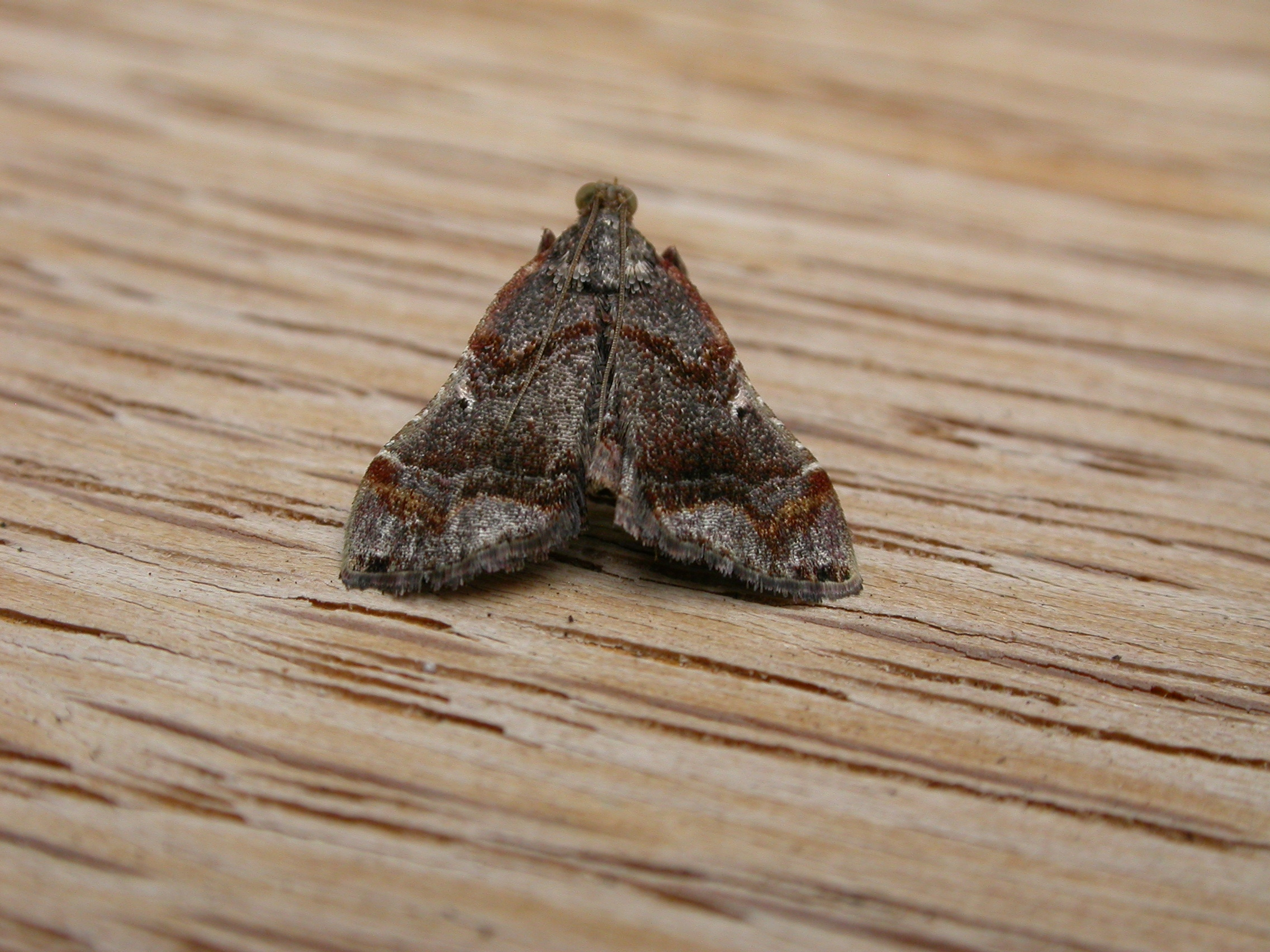
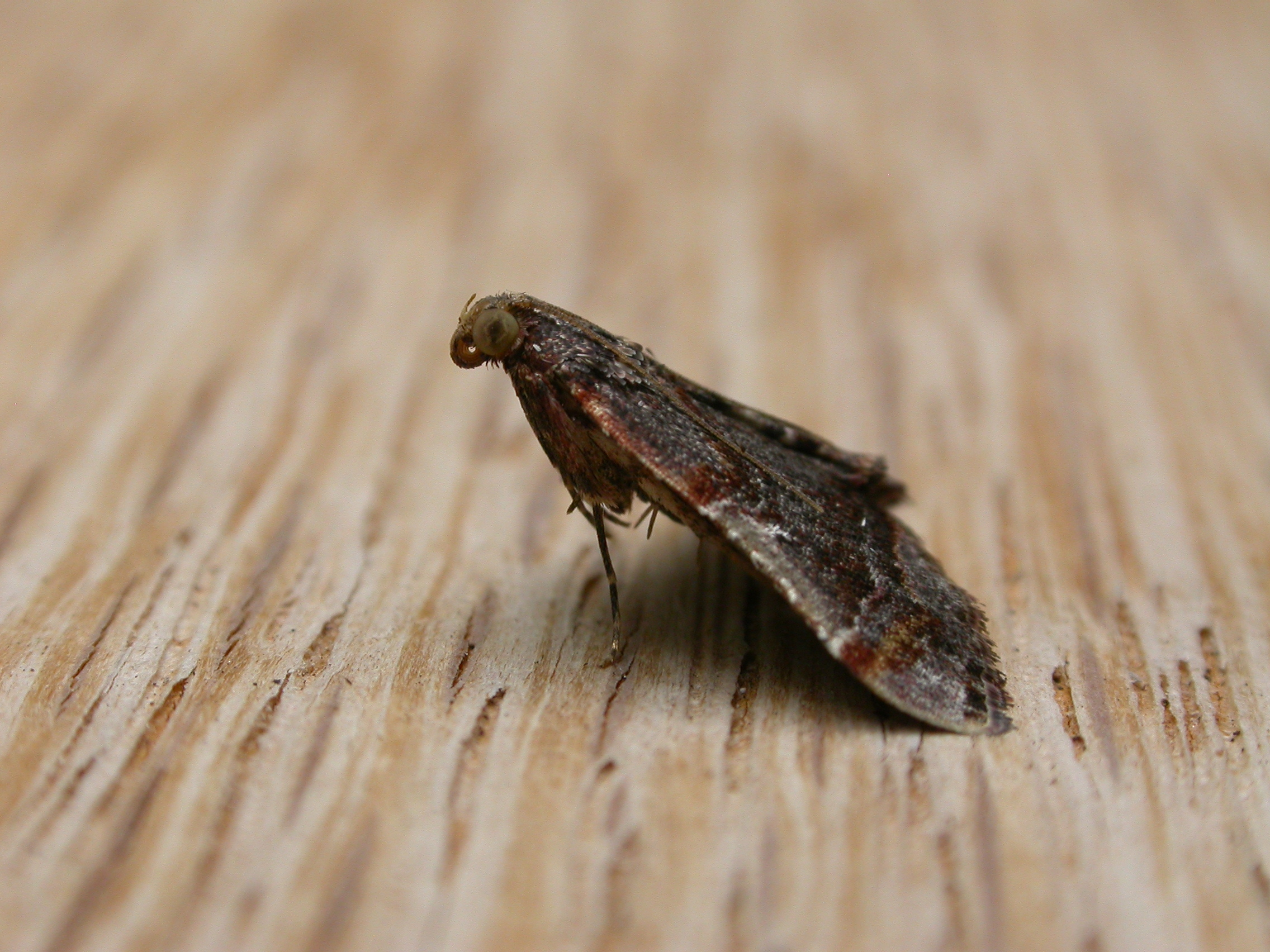